# شاراکو (فیلم)
شاراکو (ژاپنی: 写楽) فیلمی به کارگردانی ماساهیرو شینودا است که در سال ۱۹۹۵ اکران شد. از بازیگران آن می‌توان به هیرویوکی سانادا، شیما ایواشیتا، و تسوروتارو کاتااوکا اشاره کرد. این فیلم در جشنواره فیلم کن ۱۹۹۵ شرکت داده شد.